# La Joya, Ayala
La Joya är en ort i Mexiko.   Den ligger i kommunen Ayala och delstaten Morelos, i den sydöstra delen av landet, 70 km söder om huvudstaden Mexico City. La Joya ligger 1 285 meter över havet och antalet invånare är 360.
Terrängen runt La Joya är kuperad söderut, men norrut är den platt. Runt La Joya är det ganska tätbefolkat, med 222 invånare per kvadratkilometer. Närmaste större samhälle är Cuautla Morelos, 3,5 km nordost om La Joya. Omgivningarna runt La Joya är en mosaik av jordbruksmark och naturlig växtlighet.